# Тазата
Тазата (лат. Tazata, также Зазата, Тазара) — гипотетический остров в Каспийском море или Северном Ледовитом океане, упоминавшийся античными авторами и указывавшийся на географических картах вплоть до XVIII века.

## Упоминания у античных авторов
Вероятно, первым дошедшим до нас упоминанием о большом острове в Каспийском море является свидетельство Помпония Мелы, самого раннего римского географа. В своём труде «Описательная география» («О положении Земли») (ок. 43 года н. э.) он пишет:

Остров Тальге в Каспийском море отличается таким плодородием, что землю не нужно обрабатывать. Плоды родятся здесь в изобилии. Но здешние жители считают, что касаться этих плодов — большой грех и святотатство, потому что плоды эти предназначены для богов и должны быть им сохранены. Напротив пустынного побережья, о котором мы говорили выше, расположено несколько таких же пустынных островов. У них нет отдельных названий, все они называются Скифскими (перевод С. К. Апта).
Оригинальный текст (лат.)Talge in Caspio mari sine cultu fertilis, omni fruge ac fructibus abundans, sed vicini populi quae gignuntur adtingere nefas et pro sacrilegio habent, diis parata existimantes diisque servanda. Aliquot et illis oris quas desertas diximus aeque desertae adiacent, quas sine propriis nominibus Scythicas vocant.

Тот же остров, но уже под названием Тазата, упоминается в «Естественной истории» древнеримского учёного Плиния Старшего, изданной в 77 или 78 году н. э. По Плинию, остров находится на выходе из Каспийского моря в Скифский (Северный Ледовитый) океан (по представлениям тех времён, Каспийское море являлось его частью):

На этом [Каспийском] море много есть островов, величайший — Тазата, от Каспийского моря и Скифского океана в оный залив наклоняется, на восток лежащий (перевод, приведённый в «Истории Российской» В. Н. Татищева).
Оригинальный текст (лат.)Insulae toto eo mari multae , vulgata una maximè Tazata : à Caspio mari Schythicoque Oceano , in eam cursus infleffitur , ad Orientem conversa litorum fronte.

Более полного описания Тазаты не приводится. Известно, что Плиний в своей работе использовал более ранние источники других авторов, в том числе Помпония Мелы, однако неизвестно, почему он поместил его севернее и откуда взял название Тазата.

## Тазата на географических картах
Остров Тазата присутствует на множестве карт разных веков.
По ним, этот остров находится в большом заливе (Плиний называет его морем Табин (mare Tabin)), который указан примерно на месте полуострова Таймыр, и на восточных берегах которого, как считалось, находится Монголия.
На разных картах остров имеет разную величину и форму и помещается южнее или севернее Северного полярного круга.
Некоторые картографы рядом с изображением Тазаты делают приписку о том, что этот остров известен только по сообщению Плиния.

## Галерея

Некоторые старинные карты, на которых отмечен остров Тазата
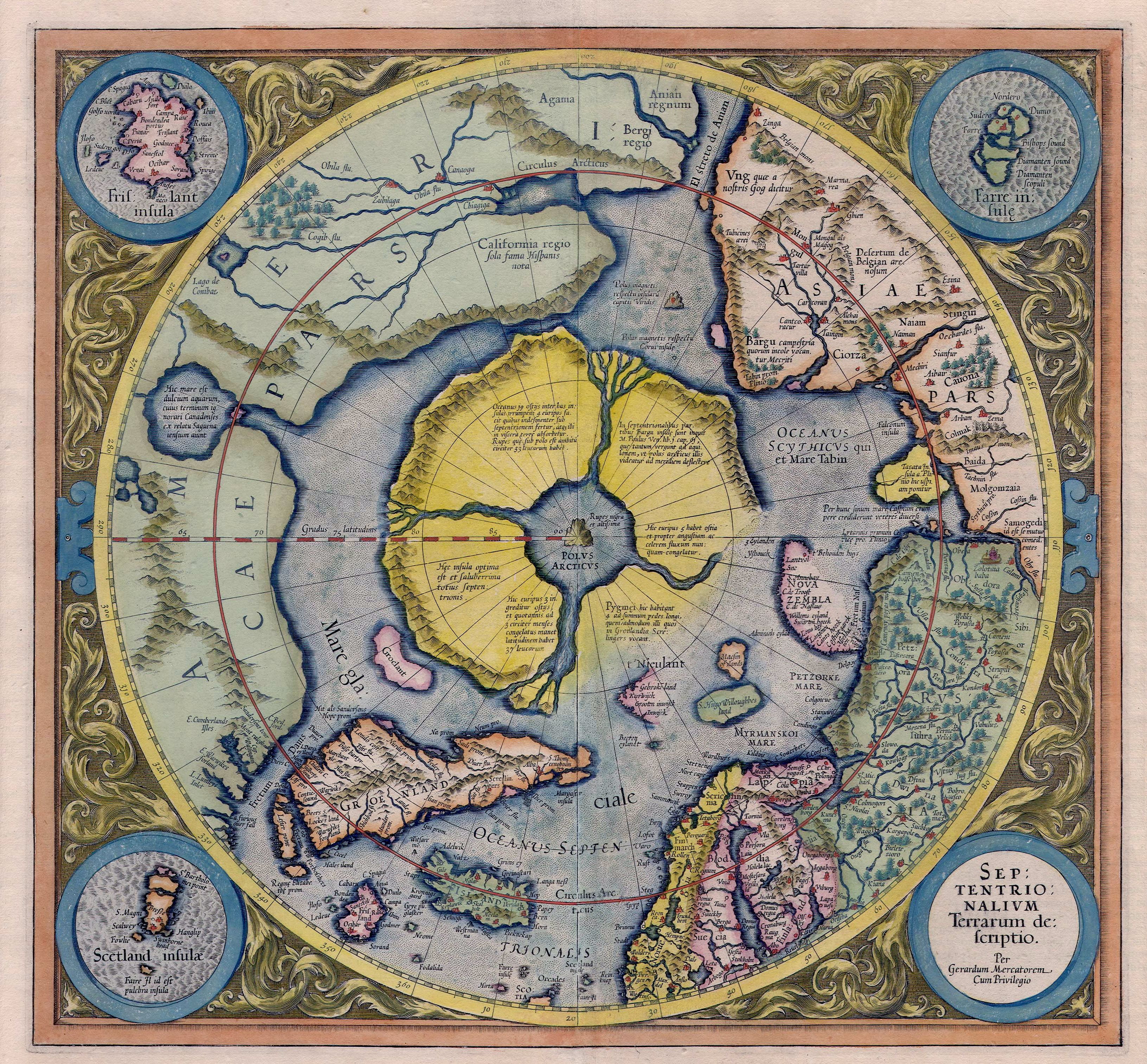
Меркатор, 1595 (изд. 1623). Наличие острова Тазата (справа, жёлтого цвета) — не самая большая неточность на этой карте
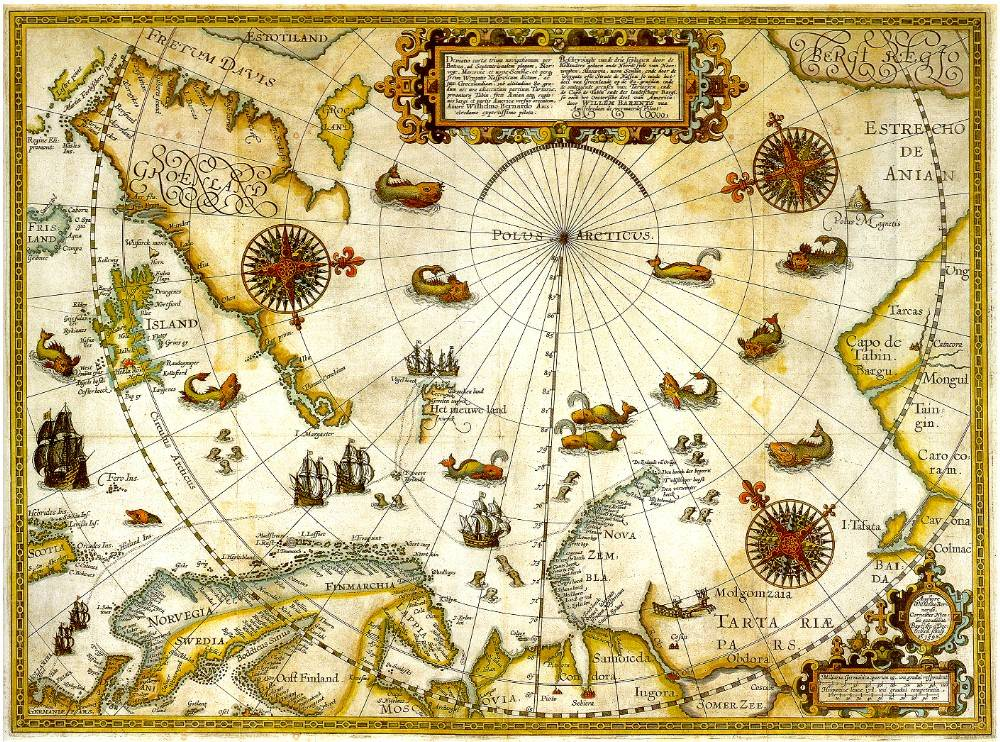
Баренц, изд. 1599. Тазата расположена в правом нижнем углу карты
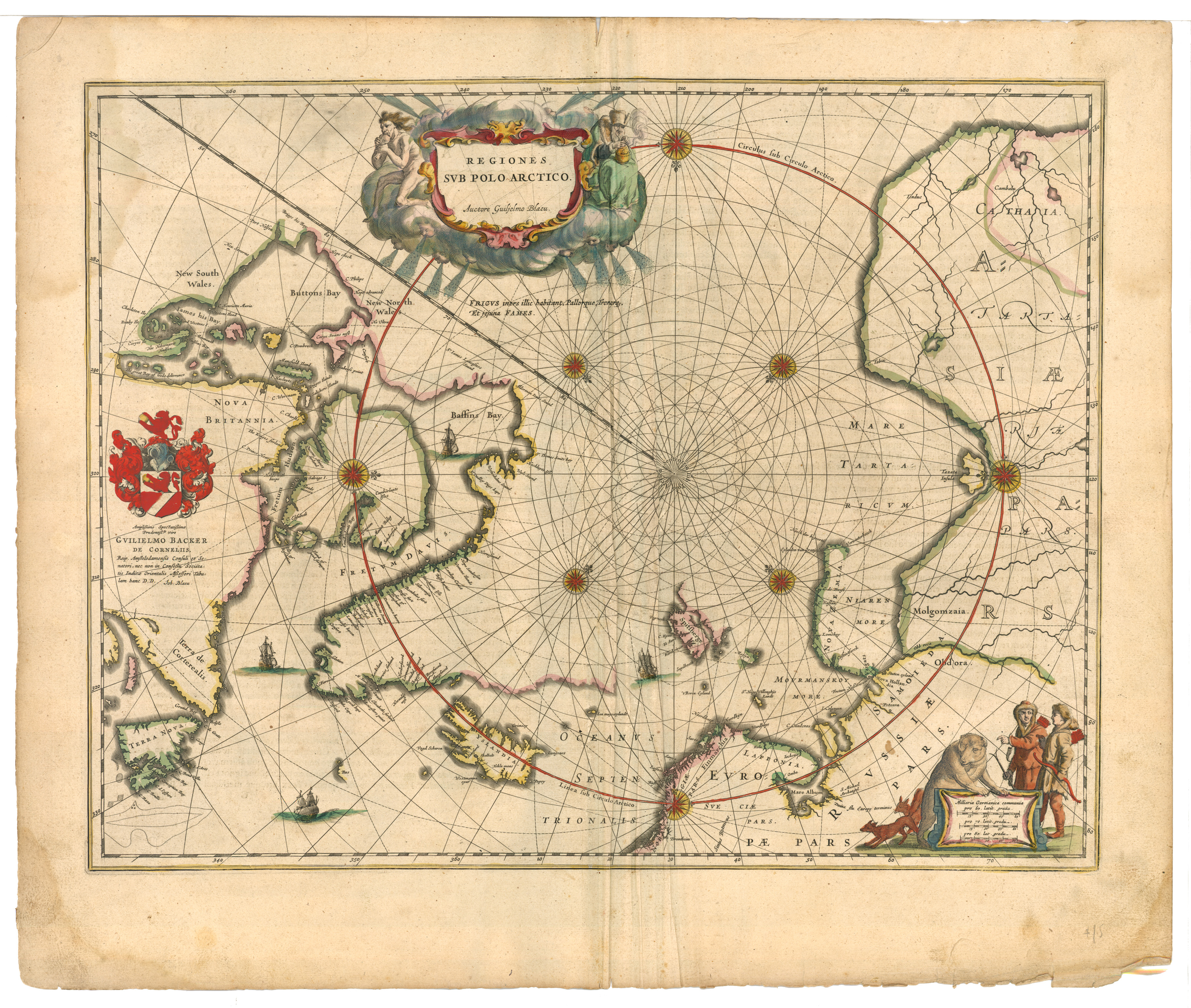
Блау, 1645. На карте «областей за Полярным кругом» Tazata Insula находится справа
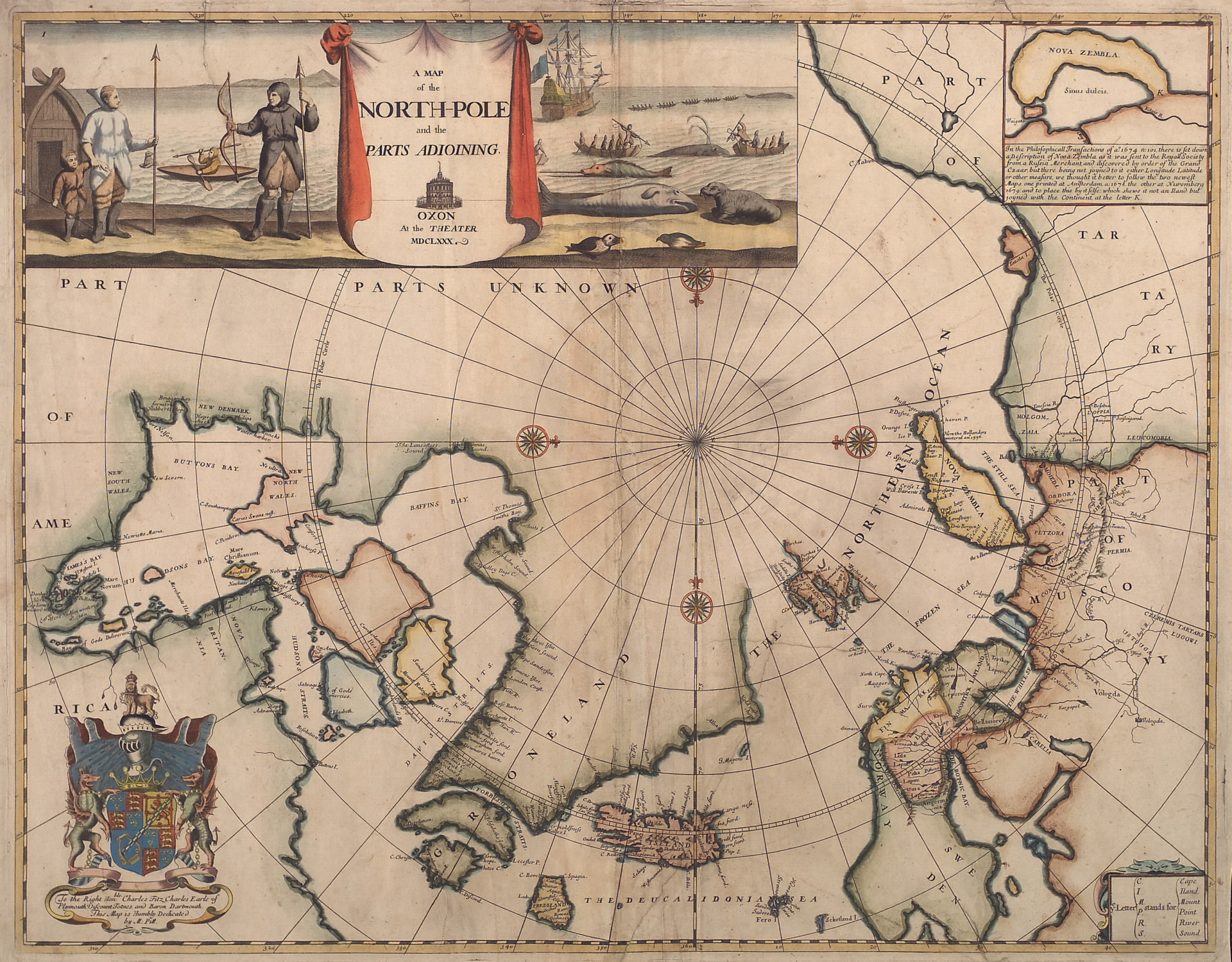
Питт, 1680. На этой карте немного западнее Тазаты (красного цвета, вверху справа) располагается Лукоморье
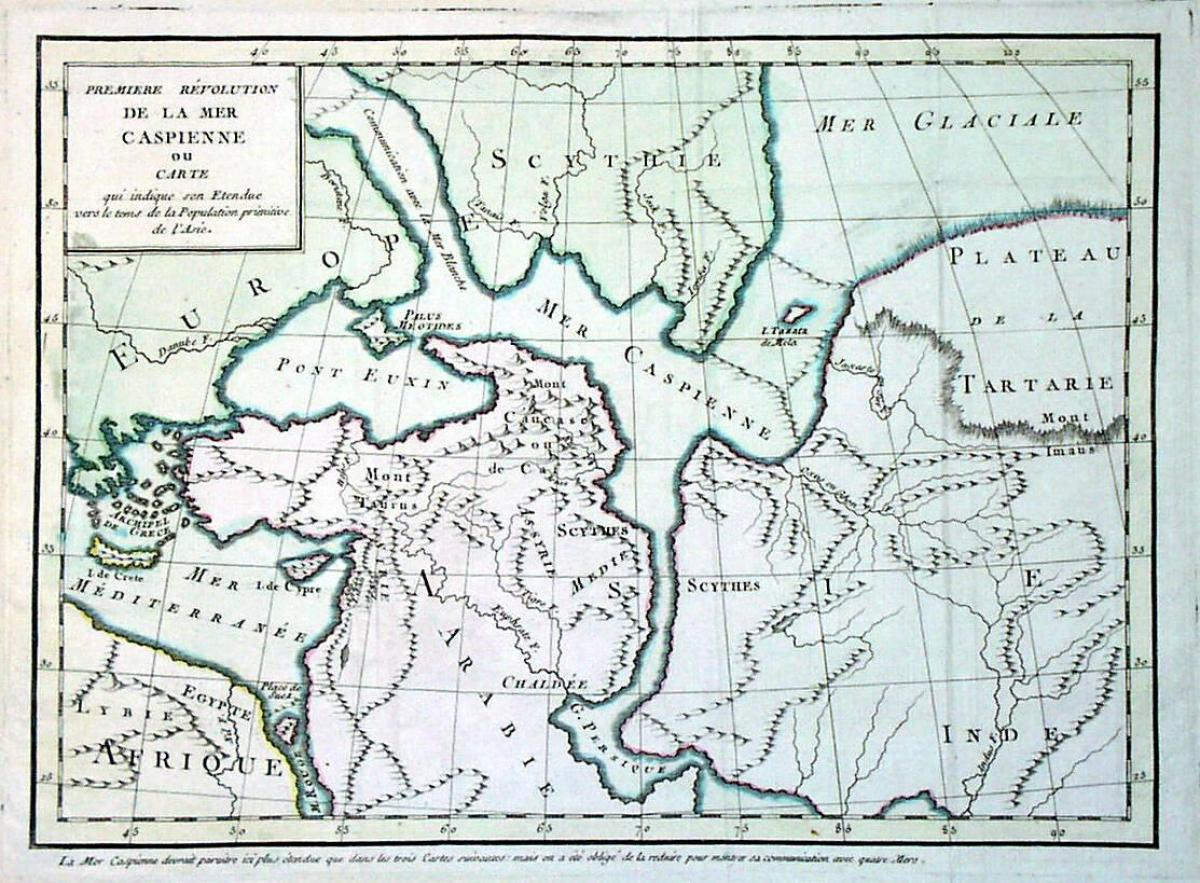
Делиль де Саль, 1792. Каспийское море в древности. Тазата в проливе между Каспийским и Ледовитым морем

## Мнения о местоположении Тазаты
В Новое время античные сведения о географии вообще и об острове Тазата в частности уже не рассматриваются как достоверные.
К началу XVII века появляются более точные карты побережья Северного Ледовитого океана, где острова Тазата уже нет, однако некоторые картографы продолжают рисовать его на картах вплоть до XVIII века.
Шведский географ Филипп Иоганн фон Страленберг в своей книге «Историко-географическое описание Северной и Восточной частей Европы и Азии» (1730) предполагает, что под «островом Тазата» следует понимать Новую Землю, а его название происходит от названия реки Таз, впадающей в Тазовскую губу. Позднее к этому мнению начинают склоняться и другие учёные.
Стоит заметить, что на картах XVI—XVII веков Новая Земля и Тазата находятся в разных местах (см. карты выше). Тазата находится ближе к Тазовскому полуострову, рядом с устьем Оби или даже ещё восточнее.
Российский историк Василий Татищев считает, что остров Тазата вовсе не имеет отношения к Северному Ледовитому океану. Он пишет в своей «Истории Российской»:

Тазата, остров в протоке или проливе к Северному океану, нечто вымышленное. Думаю, имеется в виду кряж между Каспийским и Аральским морями или острова Огурчинские на восточной стороне пред заливом Красные воды, где трухмены обитают. Страленберг о Тазате полагает, что это Новая земля, и это имя от реки Таз, текущей в Тазовскую губу, производит. Но вернее то, что Помпоний Меля указывает оный в Каспийском море. Птоломей острова не упоминает, но град Тазо при береге гилянском указывает и, может, мыс Зинзилинский близ оного островом разумели.
Оригинальный текст (рус. дореф.)Тазата остропъ пъ прокопѣ или пролипѣ къ сѣперному Океану : нѣчто вымышленное ; мню , что сїе разумѣетъ кряжъ между Каспїйскаго и Аральскаго морей , или острова́ Огурчинскїе , на восточной странѣ предъ заливомъ Красныя во́ды, где Трухмени обитаютъ. Страленбергъ страница .99. о Тазатеѣ мнитъ Новую ꙅемлю , и сїе имя отъ рѣки́ Тазъ текущей въ Тазовскую губу производтъ, но сїе вѣрняе , что Помпонїй Меля кладетъ оной въ Каспїйскомъ морѣ : Птоломей о́строва не упоминаетъ , но градъ Тазо , при берегѣ Гилянскомъ кладетъ , и можетъ мысъ Зинзиликской близъ онаго островомъ разумѣли.

Исследования северных берегов Евразии, проведённые Семёном Дежнёвым и другими путешественниками, не нашли никаких свидетельств существования острова Тазата. Уже к началу XVIII века его изображение окончательно пропадает с карт, а остров становится в ряд с другими островами-призраками.